# Brachysema
Brachysema es un género de plantas con flores con 30 especies perteneciente a la familia Fabaceae.
Algunos autores lo consideran un sinónimo del género Gastrolobium. 

## Especies seleccionadas
- Brachysema acuminata
- Brachysema acuminatum
- Brachysema aphyllum
- Brachysema bossiaeoides
- Brachysema bracteatum